# Giovanni Buonconsiglio

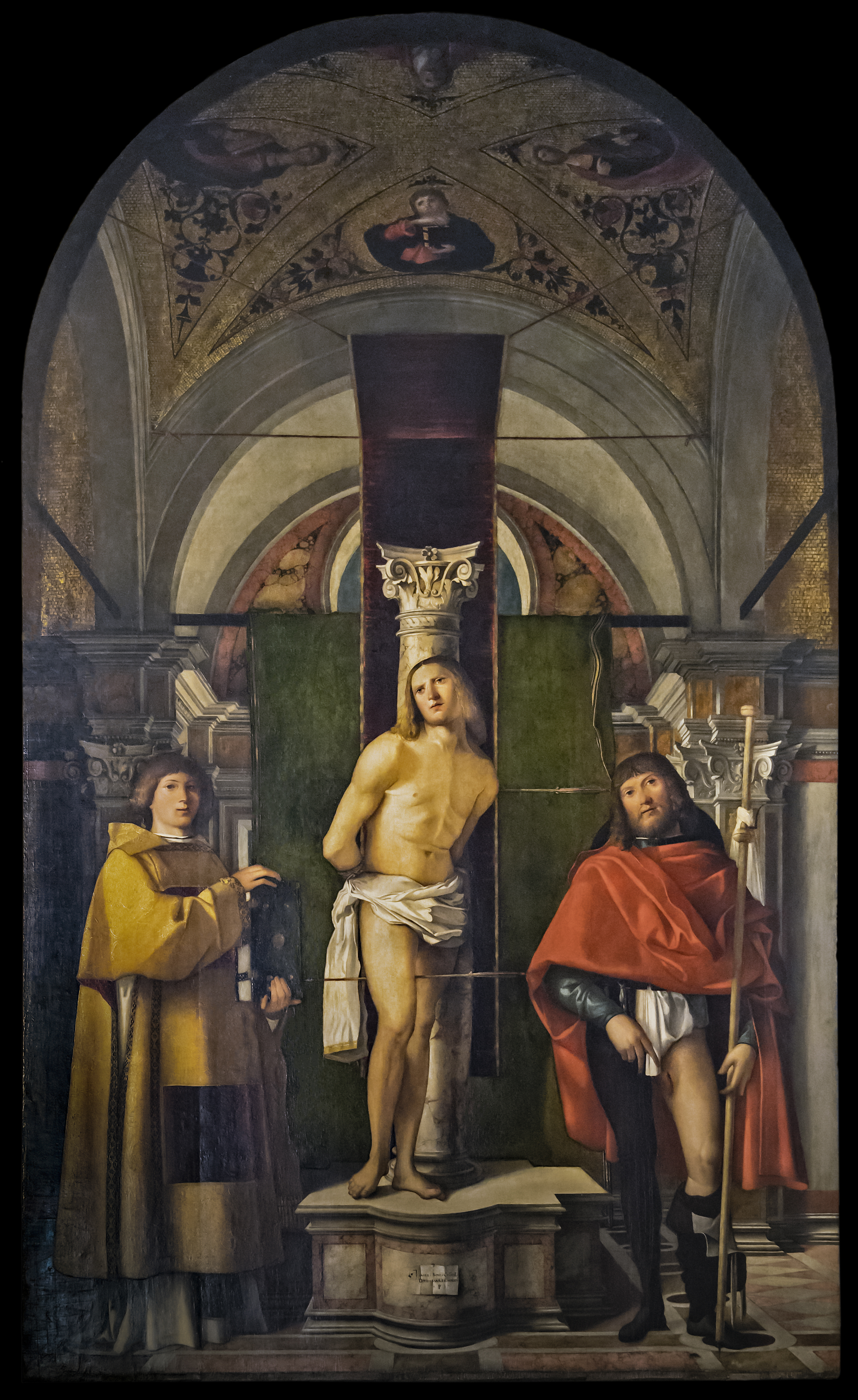
Saint Sébastien entre saint Laurent et saint Roch San Giacomo dall'Orio

Giovanni Buonconsiglio, aussi connu comme Giovannu Bonconsigli, Le Marescalco, ou Marescalco Buonconsiglio  (né à Montecchio Maggiore (Vicence) vers 1465 et mort à Venise en 1535 ou 1537), est un peintre italien qui fut actif principalement à Venise et dans sa province natale de Vicence.

## Biographie
Giovanni Buonconsiglio a probablement été formé par Bartolomeo Montagna à Vicence à partir de 1484, et il a certainement subi l'influence d'idées venues d'Italie centrale et de Ferrare et circulant à Vicence à la fin du XVe siècle. Ses contacts à Venise avec Giovanni Bellini et Antonello da Messina sont décisifs et il les retraduit  avec originalité.
Il vivait encore en 1530 à Venise, où il a peint de nombreux retables dont beaucoup sont malheureusement abîmés.

## Œuvres
Conservées au Musée Civique de Vicence dans le Palais Chiericati
- Pietà ou Lamentation sur le Christ mort[3], v. 1495, panneau, 178 × 160 cm, pour l'église de San Bartolomeo, dite San Bortolo, aujourd'hui détruite
- Concert champêtre, toile, 79 × 123,7 cm
- Vierge à l'Enfant, bois, 59 × 46 cm
- Vierge à l'Enfant en majesté avec les saints Paul, Pierre, Dominique et Sébastien (1502), peinture sur bois transférée sur toile, 351 × 187 cm, pour l'oratoroire Turchini de l'église de Santa Corona, aujourd'hui détruite.
- Sainte Catherine d'Alexandrie, bois, 75 × 67 cm

Autres œuvres
- Retable de l'église des Saints-Cosme-et-Damien, sur la Giudecca, à moitié détruit dans un incendie en 1700[2] :
  - panneau central Vierge à l'Enfant, Banca Popolare Vicentina
  - fragment Les Saints Benoît, Thècle et Damien, 1497, huile sur panneau, 82 × 68 cm, Gallerie dell'Accademia de Venise
- Saint Sébastien entre saint Laurent et saint Roch , Église San Giacomo dall'Orio, Venise
- Conversation sacrée[4] (Vierge à l'Enfant en majesté avec les saints Jean-Baptiste et Étienne), 1517-1524, tempera sur bois, 157 × 172 cm, Musée national de Varsovie (MNW), provenant de l'Église San Michele in Isola, Venise
- Saint Jean Baptiste, v. 1525-37, huile sur bois, 48 × 2 cm, National Gallery, Londres[5]
- Tête d'homme barbu, huile sur bois, 30 × 22 cm, Birmingham Museum

Œuvres à documenter
- Portrait d'une femme
- Vierge couronnée avec l'Enfant, Académie
- Vierge et l'Enfant, 1511, pour la cathédrale de Montagnana
- Sainte Catherine d'Alexandrie, 1513, Musée du Louvre

## Source de la traduction
- (en) Cet article est partiellement ou en totalité issu de l’article de Wikipédia en anglais intitulé « Giovanni Buonconsiglio » (voir la liste des auteurs).